# Eremodon
Eremodon là một chi rêu trong họ Splachnaceae.